# Fehringer Tabor

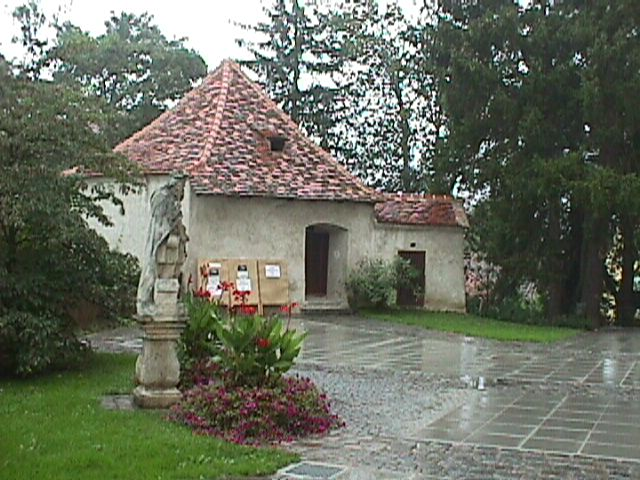
Erhaltener Rest der einstigen Taboranlage in Fehring

Der Fehringer Tabor war eine in der zweiten Hälfte des 15. Jahrhunderts in der oststeirischen Stadt Fehring errichtete Wehranlage (Tabor). Diese wurde rund um die Kirche errichtet, um der Bevölkerung in Kriegszeiten Schutz zu bieten. Reste dieses Tabors haben sich bis heute erhalten.

## Geschichtlicher Hintergrund
Die zweite Hälfte des 15. Jahrhunderts ist in die Geschichte der Steiermark als eine „Zeit der Landplagen“ eingegangen. Das Leben der Bevölkerung war nicht nur durch das Auftreten von Wanderheuschrecken und die Pest bedroht, sondern auch und vor allem durch das sich stark ausbreitende Fehdewesen und die Einfälle von Ungarn und Türken. Die Grundherren und der Landesfürst konnten oder wollten der Schutzverpflichtung für ihre Untertanen oft nicht nachkommen, weswegen diese meist gezwungen waren, selbst für ihren Schutz zu sorgen.

## Geschichte des Fehringer Tabors

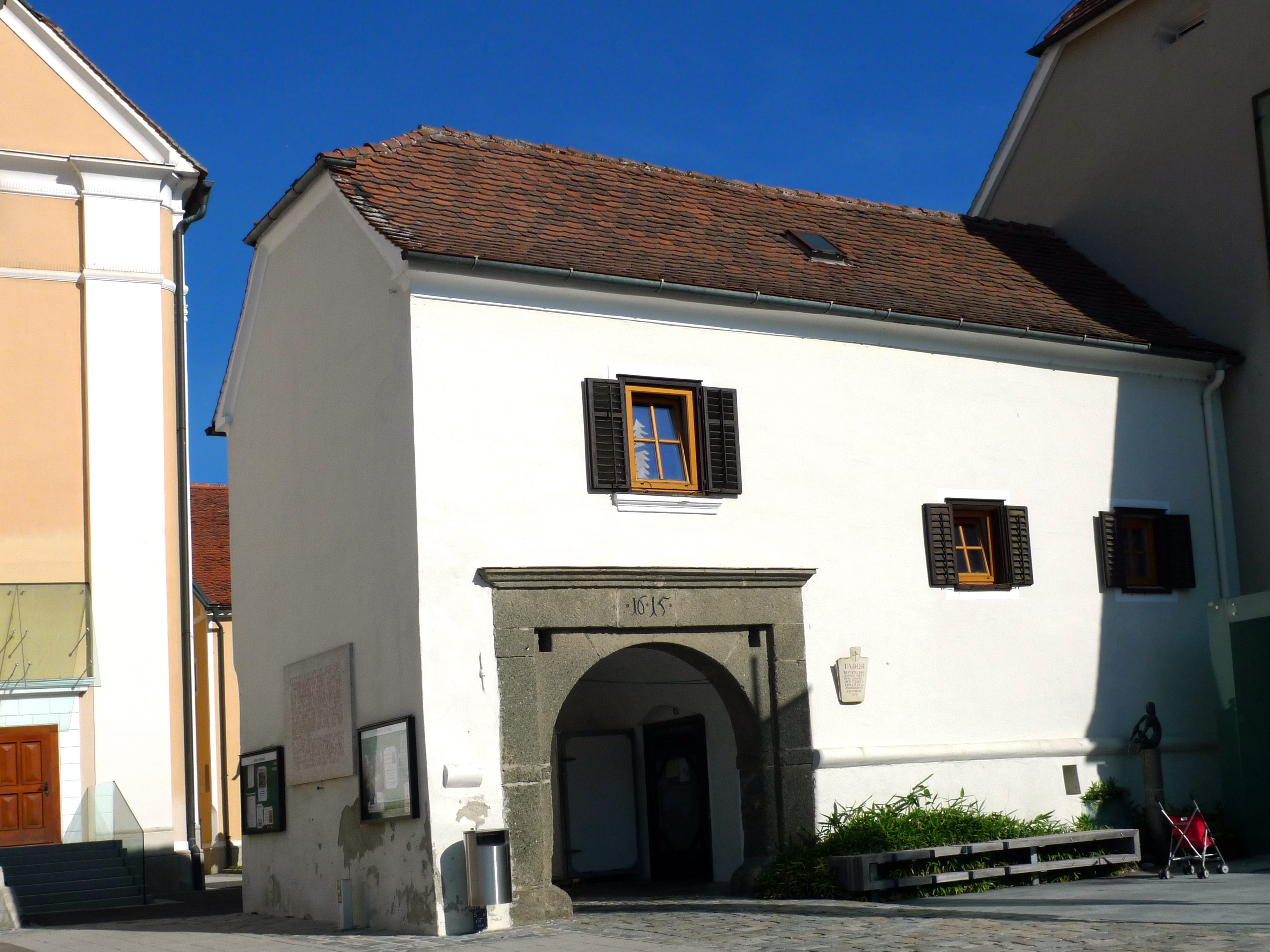
Tabortor mit Inschrift 1615

Aus Verteidigungsgründen wurde in der zweiten Hälfte des 15. Jahrhunderts auch im Markt Fehring um die Pfarrkirche St. Joseph ein Tabor bzw. Gadenkirchhof errichtet. Er bestand aus einer geschlossenen Reihe von Vorratshäuschen, die in einem unregelmäßigen Sechseck angeordnet waren. Diese Vorratshäuschen bestanden aus einem Keller und einem darüber liegenden Speichergeschoß und waren an der Südseite durch einen Wehrgraben sowie den Abfall der Terrasse, auf der die Kirche stand, geschützt. An der Außenmauer besaßen sie jeweils schlüssellochförmige Schießscharten.
Nach dem 1605 erfolgten Einfall der Heiducken in die Steiermark, wurde der Fehringer Tabor durch Eckbastionen und ein mit einer Zugbrücke versehenes Tor verstärkt. Dieses Zugbrückentor, das die Jahreszahl 1615 trägt, besteht auch heute noch. Auch zwei der Bastionen im Norden und Osten sowie ein Rundturm haben sich noch erhalten. Die Gaden selbst wurden seit dem 18. Jahrhundert, als der Tabor seine Wehrfunktion endgültig eingebüßt hatte, abgetragen oder, wie beispielsweise an der Taborostflanke, in Wohnhäuser umgewandelt. Die letzte an der Südseite noch erhaltene Gaden wurde erst 1972 abgetragen.

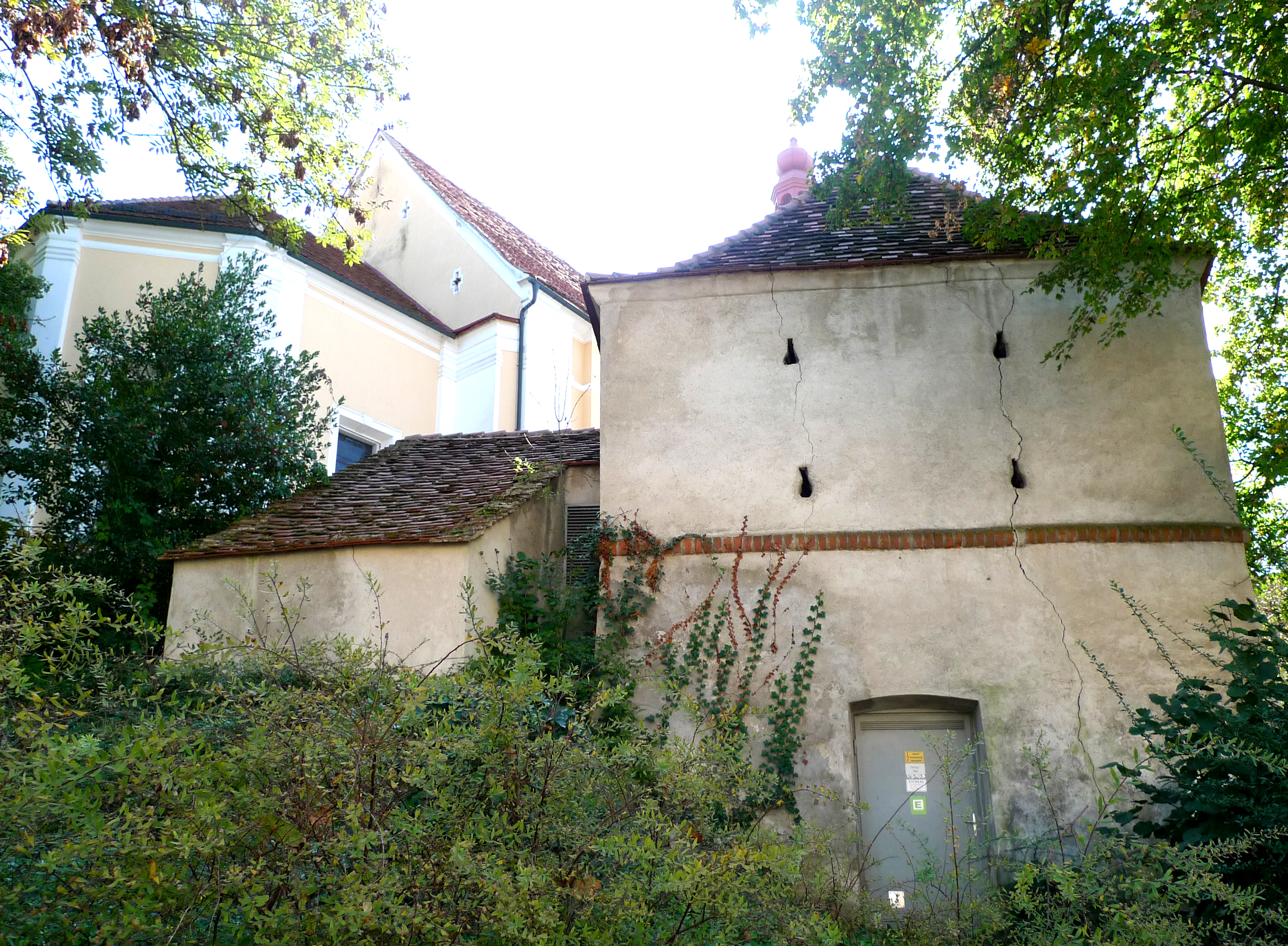
Bastion
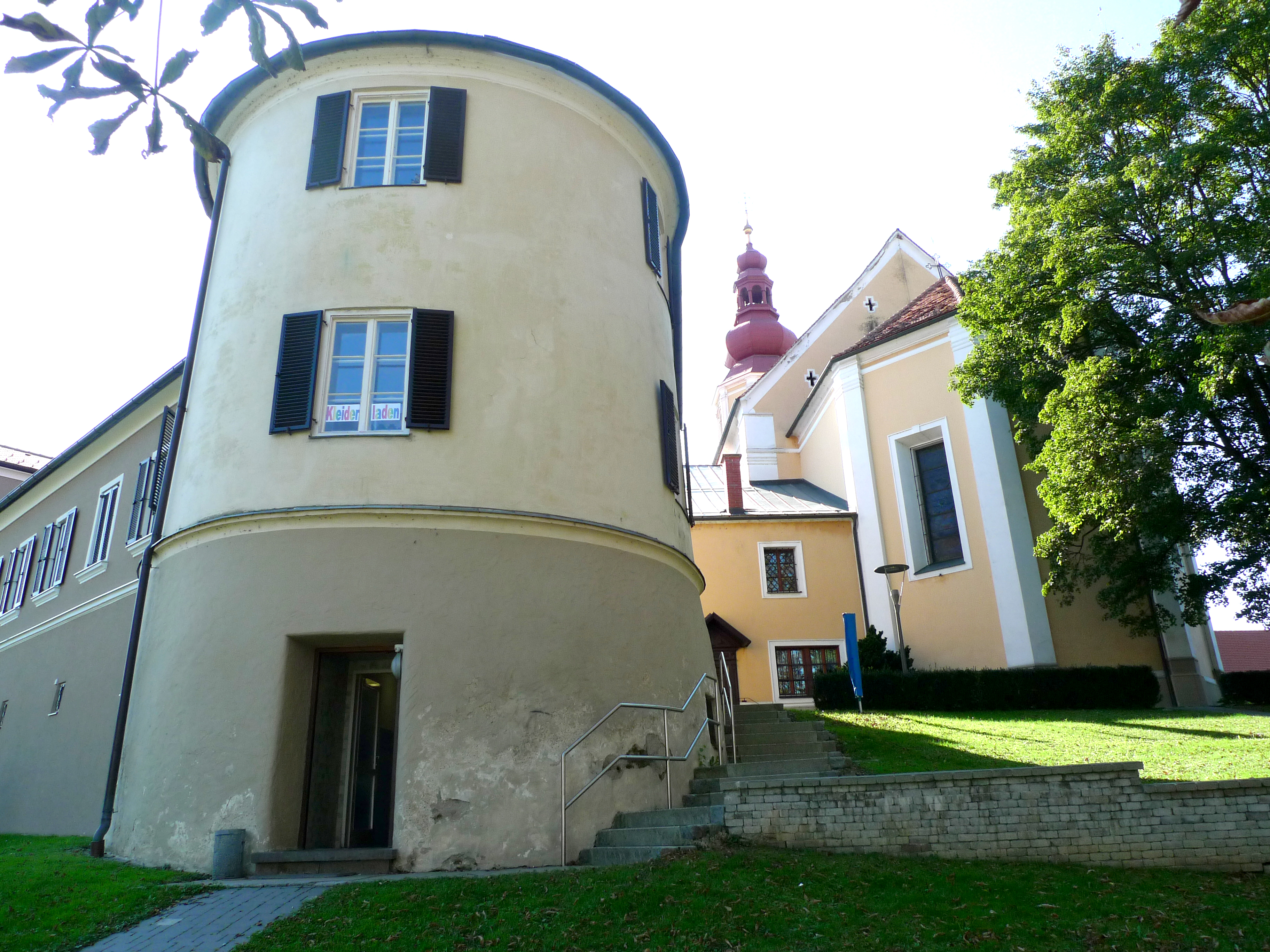
Rundturm
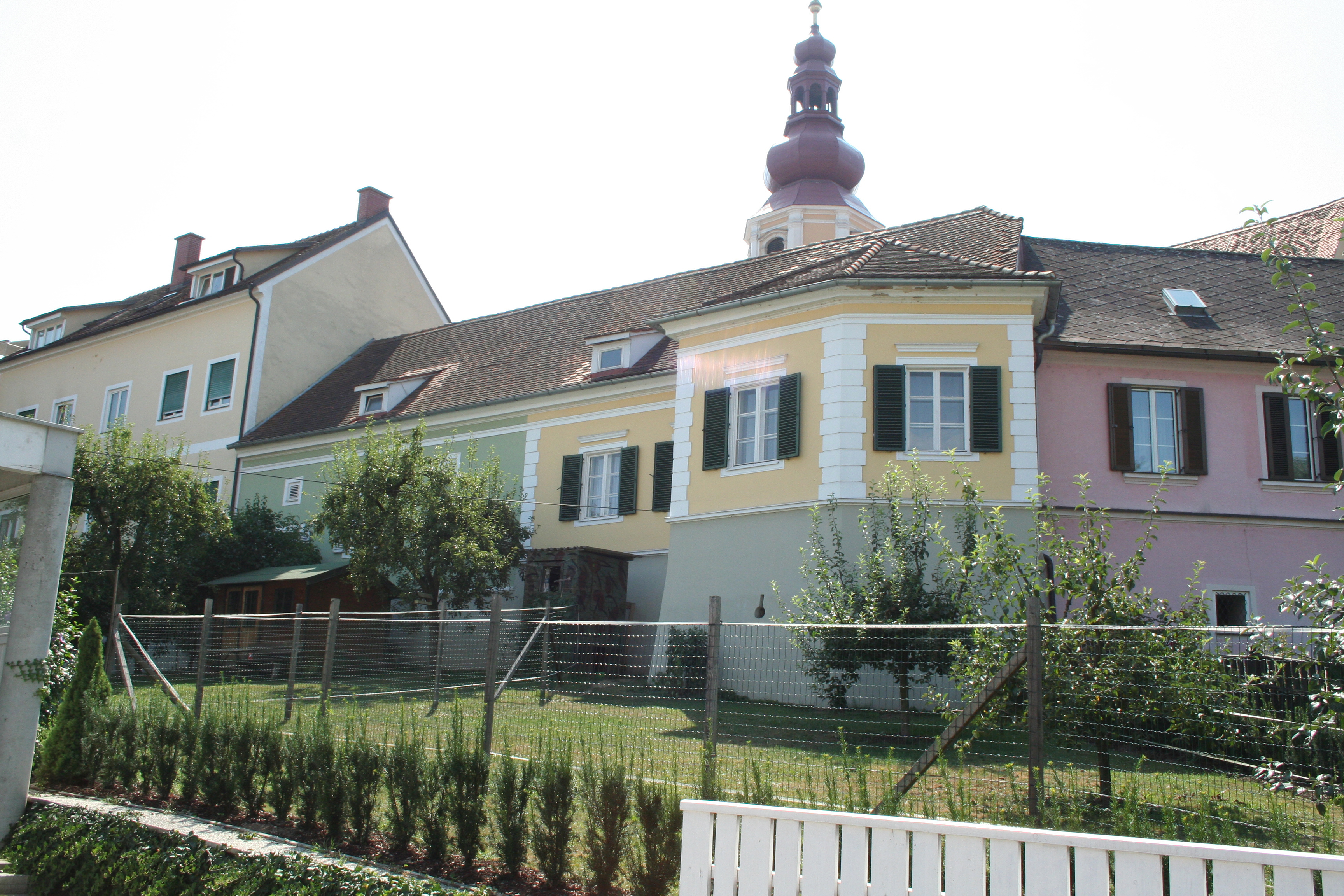
Umgebauter Teil